# Obrzeżek perski
Obrzeżek perski (Argas persicus) – gatunek zbiorowy kleszcza miękkiego z rodziny obrzeżkowatych. Ciało owalne, szarobrązowe otoczone obrzeżem składającym się z nieregularnie prostokątnych płytek z kolcem na ich środku (przypomina to tarczki brzeżne z karapaksu żółwia greckiego). Samica ma 8,5 mm długości oraz 4,5 mm szerokości, samce są niewiele mniejsze. Otwór płciowy samca jest półksiężycowaty (przy drugiej parze odnóży),  u samic ma kształt poprzecznej szpary (przy pierwszej parze). 
Samica w ciągu życia składa w zakamarkach pomieszczenia  ok. 700 brązowych  jaj w seriach po 25 do 100 szt. Po 10-28 dniach wykluwają się z nich sześcionogie larwy. Piją krew przez 5 do 8 dni, po czym w ukryciu w ciągu tygodnia przekształcają się w nimfy, przypominające wyglądem dorosłe osobniki. Po 3-4 kolejnych linieniach osiągają dojrzałość płciową. Przy stałym dostępie krwi cykl rozwojowy trwa ok. roku. Nimfy i osobniki dorosłe aby się najeść potrzebują ok. godziny. Bez żywiciela mogą wytrzymać ok. 2 lat.
Obrzeżki perskie są zewnętrznymi pasożytami, przede wszystkim ptaków, zwłaszcza gatunków gniazdujących w tym samym miejscu latami. Ukłucia powodują u ludzi wysypki i uczulenia. Przez ukłucie i zanieczyszczenie ran swymi odchodami mogą przenosić krętki duru powrotnego, zwłaszcza w upalne lata, kiedy temperatura otoczenia przekracza 20 °C. Przy temperaturze 30-35 °C, wewnątrz ich ciała krętki namnażają się bardzo licznie i mogą przenosić się  na kolejne pokolenia w jajach. Obrzeżki perskie wywołują również inne choroby lecz doniesienia o tym pochodzą z krajów o znacznie cieplejszym klimacie niż Polska.